# Sénye
Sénye là một thị trấn thuộc hạt Zala, Hungary. Thị trấn này có diện tích 3,04 km², dân số năm 2010 là 40 người, mật độ 13 người/km².